# كارولين ماسون
كارولين ماسون (بالألمانية: Caroline Masson)‏ (و. 1989  م) هي لاعبة غولف ألمانية، ولدت في غلادبيك، شاركت في الغولف في الألعاب الأولمبية الصيفية 2016.

## روابط خارجية
- كارولين ماسون على موقع رابطة لاعبات الغولف المحترفات (الإنجليزية)
- كارولين ماسون على موقع رابطة أوروبا للاعبات الغولف المحترفات (الإنجليزية)
- كارولين ماسون على موقع اللجنة الأولمبية الدولية (الإنجليزية)
- كارولين ماسون على موقع أوليمبيديا (الإنجليزية)
- كارولين ماسون على موقع اللجنة الأولمبية الألمانية (الألمانية)